# Obersaidaer Teich
Der Obersaidaer Teich ist ein im 18. Jahrhundert angelegter Kunstteich im gleichnamigen Ortsteil Obersaida der Gemeinde Großhartmannsdorf im Erzgebirge. Er ist Teil der Revierwasserlaufanstalt Freiberg.

## Geschichte
Der Teich wurde auf Befehl Augusts des Starken errichtet und diente früher als Energiequelle für den Freiberger Silbererzbergbau. Der Damm besteht aus einem Erdwall mit Lehmdichtung, des Weiteren hat er ein Striegelhaus und ein Überlaufbauwerk mit Flutrinne.
Unterhalb des Teichdamms endet der Dörnthaler Kunstgraben und beginnt weiterführend der Obersaidaer Kunstgraben, über den Wasser in den Oberen Großhartmannsdorfer Teich abgeschlagen werden kann.
Das Bauwerk staut den Saidenbach und wird heute vorwiegend im Nebenschluss des Kunstgrabensystems der Revierwasserlaufanstalt Freiberg als Vorsperre der Talsperre Saidenbach bewirtschaftet. Er dient somit der Vorreinigung des der Talsperre zufließenden Wassers.